# Steneby distrikt
Steneby distrikt är ett distrikt i Bengtsfors kommun och Västra Götalands län. 
Distriktet ligger söder om Bengtsfors. 

## Tidigare administrativ tillhörighet
Distriktet inrättades 2016 och utgörs av socknen Steneby i Bengtsfors kommun
Området motsvarar den omfattning Steneby församling hade vid årsskiftet 1999/2000.